# Михаил Аркадиев
Михаил Александрович Аркадиев (15 март 1958 г., Ленинград, РСФСР, СССР) е съветски и руски диригент, пианист, композитор, музикален теоретик и философ. Доктор по изкуствознание (2003). Заслужил артист на Русия (1995).

## Биография
Роден в семейство със стари музикални и артистични корени (дядото по бащина линия е основател и главен художник на Ботаническия музей в Санкт Петербург (Ленинград), прадядо по майчина линия е бил кантор на Московската синагога, дядо му е бил цигулар в оркестъра на Болшой театър, родителите познават и обичат музиката).
Започва да свири и импровизира на пиано сам на 13-годишна възраст, след което взема уроци от известния учител А. Д. Артоболевская . През 1974 – 1978 г. учи в Музикална академия (училище в Московската консерватория) в класа по пиано на Я. И. Милщайн, след това А. И. Соболев, а също и при Ю. Н. Холопов (теория на музиката), през 1978 – 1983 г. в Руската музикална академия „Гнесини“ при А. А. Александров, а през 1988 г. завършва следдипломна квалификация. Учи композиция с А. Г. Шнитке и Р. С. Леденев, дирижира с Волдемар Нелсън, Ю. Симонов и М. Ермлер. Аркадиев като музиколог е повлиян от произведенията на М. Г. Харлап, И. Браудо, Е. Курт и Л. А. Мазел.
През 1988 – 1998 г. Аркадиев работи в тясно сътрудничество с Г. В. Свиридов. Той участва пряко в замисъла, създаването, коментирането и е първият изпълнител (заедно с Дмитрий Хворостовски) на последното му голямо вокално произведение – поемата „Петербург“ за глас и пиано по стихове на Александър Блок.
През 1989 г. се състоят първите солови концерти на Михаил Аркадиев в чужбина, той става постоянен член на журито, директор на фестивала за пиано и камерна музика „Руски вечери“ в Морсум (Германия). Като пианист А. свири с много диригенти: Вл. Федосеев, Ю. Симонов, Вл. Понкин, С. Скрипка (Русия), Р. Кофман (Украйна) и др.
През 1990 – 2003г Аркадиев работи като пианист с народния артист на Русия Дмитрий Хворостовски на всички големи сцени по света (с него са записани 3 компактдиска: във Philips, 1994, 1997, в Делос, 2003). Аркадиев, заедно с Хворостовски, е автор на нова изпълнителска версия на стихотворението на Свиридов „Загиналата Рус“ (по текст на С. Есенин) (изд. „Музика“, 1996 г.).
Негови композиции се изпълняват на руски и чуждестранни сцени. Сред изпълнителите са А. Рудин, В. Симон, А. Сафиулин, Т. Куинджи. През 1995 г. в Лион (Франция) се състои световната премиера на композицията на Аркадиев „Missa brevis“ за смесен хор, детски хор и орган (на латински текстове) и нейния запис в компанията REM (Франция, 1995 г.).
От 1998 г. Аркадиев е гост-диригент в различни симфонични оркестри и оперни театри в Русия и чужбина. През 2002 – 2004 г. Аркадиев е главен диригент и музикален ръководител на Държавния театър „Волгоградска оперна антреприза“ (сега Царицинская опера). От 2007 до 2011 г. – артистичен директор и главен диригент на Тихоокеанския симфоничен оркестър във (Владивосток).
Аркадиев провежда голяма педагогическа (от 1992 до 1999 г. – ръководител на катедрата по пиано на Академията за хорово изкуство, от 1999 г. – доцент на катедрата по специално пиано на Музикалната академия „Гнесин“) и научна работа. Като теоретик на музиката той развива концепцията за „незвучащата“ „неакустична“ основа като основен елемент на ритмичната система на съвременната европейска музика. Той въвежда термините „време-енергия“, „хроноартикулационен процес“, „гравитационен ритъм“, „аксиална пулсация“, „парадоксална лига“ и др. Неговите новаторски (според Л. А. Мазел) идеи продължават и развиват (М. Г. Харлап).
Известен не само като музикант, но и като философ, автор на оригиналната философска и антропологична концепция за „езикова катастрофа“.
През 2012 – 2018 г. работи като професор-куратор на катедрата по пиано на Колежа по музика на Хунанския институт за наука и технологии (Китай).
От август 2018 г. е главен диригент и художествен ръководител на Камерния оркестър на Смоленската филхармония.

## Творчество

### Музикални съчинения

#### За фортепиано
- „Sonata brevis“(1975);
- „Eine kleine Zaubermusik“ (1975 – 1989);
- „Четыре Элегии“ (1976);

#### Камерни
- „Элегия и гимн“ за виолончело, фортепиано и труба за сцена(1979);
- „Пассакалия“ для скрипки соло(1976);
- „Маленький эпитафический концерт“ за стрънен квартет, фортепиано и глас, по латински текстове (1975);
- „Пассакалии“ за орган, цигулка и виолончело, посветено на А. Шнитке и М. Лубоцком (2017);
- Элегическое трио за цигулка, виолончело и фортепиано, посветено на Марк и Ольга Лубоцкими (2017).

#### Вокални
- „Три миниатюры“ на слова древних японских и корейских поэтов за цигулка, фортепиано, челести, литавр, и глас (1975);
- „Три стихотворения на сл. Р. М. Рильке“ за глас и фортепиано (1978);
- „Три стихотворения на сл. И. Бунина“ за глас и фортепиано, хор.

#### Хорови
- „Четыре мадригала“ на сонет П. Верлена за камерен хор;
- „Missa brevis“ за смесен хор, детски хор и орган (по лат. текстове).

#### За оркестър
- Concerto grosso „Руины барокко“ за цигулка, орган, и струнен оркестър;
- Pacific Suite за голям симфонически оркестър;
- Элегическое трио („Рильке“) за фортепиано, цигулка и виолончело (2018);
- „Сарабанды“ за обой, цигулка, виолончело, литавр, орган и струнен оркестър (2018);
- „Кёнигсбергский триптих“ за обой, цигулка, виолончело, литавр, орган и струнен оркестър (2020);
- Концерт „Flame“ за фортепиано и камерен оркестър (2021).

### Литературни
- Временные структуры новоевропейской музыки. Опыт феноменологического исследования М. 1993;
- Хроноартикуляционные структуры в клавирном творчестве И. С. Баха // Музыкальная академия. – 2000. – № 2;
- Фундаментальные проблемы теории ритма и динамика „незвучащих“ структур в музыке Веберна. Веберн и Гуссерль // Музыкальная академия. – 2001. – № 1, 2;
- И. С. Бах Гольдберг-вариации. Синтетический уртекст. Концепция и комментарии М. Аркадьева. Москва, 2002;
- Лирическая вселенная Г. Свиридова // Русская музыка и XX век. Москва, 1997;
- Диалоги о постсовременности (беседа с Т. Чередниченко) // Музыкальная академия. – 1998. – № 1;
- К музыке Георгия Свиридова. Композитор и трансценденция // Музыкальная академия. 1996. № 1;
- Размышления о молодом композиторе // Советская музыка. 1989. № 12;
- Конфликт ноосферы и жизни (эскизное введение в „фундаментальную структурно-историческую антропологию“) // Ноосфера и художественное творчество. – Сб. ст. М., „Наука“, 1991.;
- Трагедия Ницше и музыкальный идол. Комментарий к музыке и проблеме // Пушкин» № 3 – 4 2010.;
- Фундаментальные проблемы музыкального ритма и „незвучащее“. Время, метр, нотный текст, артикуляция. Lap Lambert Academic Publishing. 2012. Монография.- 408 с.;
- Ритмология культуры: очерки / под ред. Ю. Ю. Ветютнева, А. И. Макарова, Д. Р. Яворского. – СПб.: Алетейя, 2012. – 280 с. Главы: 8. РИТМ И ВРЕМЯ. Стр. 129 – 142. РИТМ В МУЗЫКЕ. Стр. 177 – 201.;
- Лингвистическая катастрофа. Издательство Ивана Лимбаха, 2013. – 504 с.

## Звания
- Кандидат искусствоведения (1993)
- Заслуженный артист Российской Федерации (1995)
- Доктор искусствоведения (2003)